# Shin Tae-yong
Shin Tae-yong (11 d'octubre de 1969, Yeongdeok, Corea del Sud) és un exfutbolista sud-coreà i actualment entrenador, des del juliol del 2017, de la selecció de futbol de Corea del Sud.

## Trajectòria

### Jugador
Jugava com a migcampista i ho va fer tota la seva carrera amb el Seongnam FC, on va aconseguir sis títols de la K League 1 entre el 1992 i el 2004, després va fitxar pel Brisbane Roar FC de la A-League, on va penjar les botes després d'una temporada per una lesió en un turmell.
Amb la selecció de futbol de Corea del Sud va ser internacional en 23 partits oficials, marcant tres gols entre el 1992 i el 1997.

### Entrenador
Després de la seva carrera com a jugador, va treballar inicialment com a entrenador assistent del seu antic club australià, el Brisbane Roar. Entre el 2010 i el 2012 va assumir el càrrec d'entrenador titular del Seongnam FC amb qui va guanyar el 2010, la Liga de Campeones de la AFC.
Des del 2014, ha treballat en diversos llocs de la selecció de futbol de Corea del Sud, entre ells com a titular de la selecció sub-20 i sub-23 i des del 2017 dirigeix el primer equip nacional sud-coreà, classificant l'equip per a la Copa del Món de futbol de 2018.

## Clubs

### Jugador
| Club             | País          | Any         |
| ---------------- | ------------- | ----------- |
| Seongnam FC      | Corea del Sud | 1992 - 2004 |
| Brisbane Roar FC | Austràlia     | 2005        |

### Entrenador
| Club                         | País          | Any            |
| ---------------------------- | ------------- | -------------- |
| Brisbane Roar FC (assistent) | Austràlia     | 2005 - 2008    |
| Seongnam FC                  | Corea del Sud | 2009 - 2012    |
| Selecció de Corea del Sud    | Corea del Sud | 2017 - present |

## Palmarès

### Jugador
Seongnam Ilhwa Chunma
- K League 1 (6): 1993, 1994, 1995, 2001, 2002, 2003
- Copa de Corea del Sud: 1999
- Copa de la Lliga (3): 1992, 2002, 2004
- Lliga de Campions de l'AFC (1): 1995
- Supercopa Asiàtica: 1996

### Entrenador
Seongnam Ilhwa Chunma
- Lliga de Campions de l'AFC: 2010